# Bodedia
Bodedia is een geslacht van insecten uit de orde vliesvleugeligen (Hymenoptera) en de familie Ichneumonidae.

## Soorten
- B. ankaratrae Seyrig, 1952
- B. brevithorax Seyrig, 1952
- B. dimorpha Seyrig, 1952
- B. gracilior Seyrig, 1952
- B. incrassata Seyrig, 1952
- B. mediosculpta Seyrig, 1952
- B. minor Seyrig, 1952
- B. perinetiana Seyrig, 1952
- B. picta Seyrig, 1952
- B. refractaria Seyrig, 1952
- B. rufiventris Seyrig, 1952
- B. striata Seyrig, 1952
- B. variicoxa Seyrig, 1952